# Каппель, Оскар Павлович
Оскар Павлович Каппель (1843—1889) — русский офицер, ротмистр, отец В. О. Каппеля.

## Биография
Родился 8 мая 1843 года, происходил из семьи выходцев из Швеции, потомственных дворян Ковенской губернии, принадлежавших к лютеранскому вероисповеданию.
Образование получил в 4-й Московской гражданской гимназии.
Начал работать 18 октября 1861 года телеграфистом на Московской станции. Через месяц был переведён на Нижегородскую станцию, а в августе 1862 года — назначен в Екатеринбургское отделение связи. По семейным обстоятельствам девятнадцатилетний Оскар Каппель с полученной должности увольняется.

### Военная карьера
Через два с небольшим года его карьера продолжилась на армейском поприще. С 15 сентября 1864 года Оскар Павлович — канонир, а с декабря того же года — фейерверкер 4-го класса Сибирского казачьего войска. 25 ноября 1865 года он был переведен в конную батарею Оренбургской армии. Далее в течение десятилетия служил в Туркестане — участвовал в процессе присоединение Средней Азии к Российской Империи. 29 ноября 1866 года за мужество и храбрость, проявленные им во время боевых действий против бухарцев при урочище Мурза-рабат, Оскар Павлович был награждён знаком отличия военного Ордена (солдатский Георгиевский крест) 4-й степени за № 23513.
11 февраля 1867 года он был произведен в прапорщики и зачислен во 2-й Туркестанский батальон. 15 апреля последовало награждение орденом Святой Анны 4-й степени с надписью «За храбрость» (за отличие в бою против бухарцев на Ирджаре 18 мая 1866 года). В сентябре того же года приказом по Оренбургскому округу О. П. Каппель был назначен членом комиссии по разбору дел штаба местных войск бывшей 23-й пехотной дивизии.
Был участником Самаркандского похода. 15 января 1868 года за отличие при штурме города Джизака он был награждён орденом Святого Станислава 3-й степени с мечами и бантом. В июле того же года Высочайшим приказом он был переведен на должность заведующего дисциплинарной команды, а в апреле 1871 года — сборной команды 490-го Оренбургского губернского батальона.
24 июня 1873 года за отличие по службе Каппель был произведен в подпоручики. 1 октября 1874 года он назначен исполнять обязанности старшего адъютанта Управления Оренбургского военного начальника, 3 декабря Высочайшим приказом назначен старшим адъютантом в Управление по армейской пехоте, а 13 декабря 1874 года был произведен в поручики (со старшинством 20 июля 1875 года). 30 августа 1878 года последовало очередное повышение — в штабс-капитаны.

### Жандармская служба
В 1881 году начался новый этап жизни Оскара Павловича Каппеля. 13 ноября Высочайшим приказом он был отчислен за штат армии, а в декабре того же года прикомандирован в штаб Отдельного корпуса жандармов (ОКЖ) для испытания по службе. Корпус жандармов (с 1836 года — Отдельный корпус) был учрежден в России в 1827 году как орган политической полиции. Его образование подчеркивало ту значимость, которую правительство отводило политическому сыску.
4 февраля 1882 года перевод О. П. Каппеля в ОКЖ был утвержден Высочайшим приказом. 28 февраля того же года приказом № 16 он был назначен адъютантом Киевского губернского жандармского управления. 19 марта 1883 года приказом по ОКЖ № 18 О. П. Каппель был назначен адъютантом Владимирского губернского жандармского управления. 1 декабря 1884 года приказом по ОКЖ за № 133 он был назначен помощником начальника Тульского губернского жандармского управления в Белёвском уезде (уездный Белёв находился в 150 км юго-западнее центра губернии), где и оставался до своей смерти. 25 ноября 1884 года О. П. Каппель был произведён из штабс-капитанов в штабс-ротмистры, а 3 апреля 1886 года был произведен в ротмистры.

### Семья и смерть
Оскар Павлович Каппель был женат на Елене Петровне Постольской (1861—1949), дочери генерал-майора П. И. Постольского — участника Крымской войны, героя обороны Севастополя, кавалера ордена Св. Георгия 4-й степени, похороненного по завещанию на Братском кладбище защитников Севастополя. Елена Петровна пережила Гражданскую войну и время сталинских репрессий, заменив одну букву в своей фамилии и став Е. П. Коппель. Жила в Москве в Старом Петровско-Разумовском проезде.
У Оскара Павловича и Елены Петровны родилось трое детей:
- сын Борис (23 февраля 1881 года),
- сын Владимир (16 апреля 1883 года),
- дочь Вера (15 февраля 1885 года, умерла в 1889 году).

Родового и благоприобретенного имущества за потомственными московскими дворянами Каппелями на конец XIX века не значилось.
Скончался Оскар Павлович Каппель 19 января 1889 года, в возрасте 46 лет.